# Samares Kar
Samares Kar (* 4. Januar 1942 in Kalkutta, Indien; † 13. Januar 2017) war ein indischer Elektrotechnik-Ingenieur, Consultant, Hochschullehrer und Publizist mit Forschungsschwerpunkt ultradünne Gate-Dielektrika.

## Leben
Samares Kar wuchs in Kalkutta, Westbengalen, Indien, auf und besuchte 1958–1962 das Indian Institute of Technology Kharagpur, Westbengalen, mit dem Abschluss Bachelor of Technology (B.Tech.) in Electrical Engineering. An der Lehigh University in Bethlehem, Pennsylvania, Vereinigten Staaten von Amerika erhielt er 1967 seinen Master of Science (M.S.) in Electrical Engineering, 1970 den Doctor of Philosophy (Ph.D.) in Electrical Engineering.
In Deutschland war Samares Kar 1963–1965 zunächst als Konstrukteur (design engineer) bei der Firma Hamburger Transformatorenbau in Hamburg, dann als Projektingenieur bei Firma Continental Elektroindustrie in Rheydt tätig, 1971–1974 als wissenschaftlicher Mitarbeiter am Fraunhofer-Institut für Angewandte Festkörperphysik in Freiburg.
Anschließend ging Samares Kar an das  Indian Institute of Technology in Kanpur, Uttar Pradesh, India: 1975–1979 Assistant Professor für Elektrotechnik und Materialwissenschaften, 1980–2004 Voll-Professur für Elektrotechnik und Materialwissenschaften, 2004–2006 Professor i. R. (emeritus fellow) und seit 2006 F & E Consultant (R&D consultant).
Zwischenzeitlich nahm er Lehraufträge als Gastprofessor  an der  Pennsylvania State University, State College (Pennsylvania) (1979) sowie an der  Lehigh University, Bethlehem (1981) wahr.
Samares Kars Mitgliedschaften/Mitarbeit bei Berufsverbänden und -organisationen:
Institute of Electrical and Electronics Engineers (IEEE), USA;
The Electrochemical Society., USA;
Techno India Group; Meghna(th)d Saha Institute of Technology.
Seit 2002 ist er Hauptorganisator des International Symposium on High Dielectric Constant Materials.
Außerhalb seiner beruflichen Fachgebiete befasste sich Samares Kar mit Forschungen zu Themen wie: Indischer Monsun; Genetische Zusammensetzung Südasiens in Korrelation mit Intelligenz; Menschenmigration in vorgeschichtlichen Zeiten; Das Metropolitan Museum of Art; Der Louvre; Stätten alter Zivilisationen.

## Leistungen
Bereits seine Doktorarbeit von 1970 wird als zukunftsweisend bezeichnet.
Samares Kars Forschungen auf dem Gebiet der Halbleitertechnik, insbesondere der ultradünnen Gate-Dielektrika, werden als bahnbrechend bewertet.

## Publikationen
Fachliteratur:
- Samares Kar et al. (Hrsg.): Physics and Technology of High-K Gate Dielectrics (mehrere Bände). The Electrochemical Society, 2003–2008 (Hauptwerk).

Anderes:
- Samares Kar: The Millennia Long Migration into Bengal: Rich Genetic Material and Enormous Promise in the Face of Chaos, Corruption, and Criminalization. In: Spaces & Flows: An International Journal of Urban & Extra Urban Studies. Vol. 2 Issue 2, 2012, S. 129–143 (Volltext  sowie Fachbiografie bei ResearchGate Network).